# 柳沟镇 (阜南县)
柳沟镇，是中华人民共和国安徽省阜阳市阜南县下辖的一个乡镇级行政单位。

## 行政区划
柳沟镇下辖以下地区：
柳沟村、新街村、王朱园村、黄土园村、李寨村、张大坡村、岳桥村、袁郢村、大徐村和田塘村。